# Gladiolus anatolicus
Gladiolus anatolicus là một loài thực vật có hoa trong họ Diên vĩ. Loài này được (Boiss.) Stapf miêu tả khoa học đầu tiên năm 1885.